# جنيفر داودنا
جنيفر آن داودنا (بالإنجليزية: Jennifer Doudna)‏ (وُلدت في 19 فبراير/شباط 1964) عالمة كيمياء حيوية أمريكية رائدة في مجال تعديل الجينوم بتقنية كريسبر، وقدمت مساهمات أساسية أخرى في الكيمياء الحيوية وعلم الوراثة. حصلت على جائزة نوبل في الكيمياء في 2020، مع إيمانويل شاربنتييه، «لتطوير طريقة لتعديل الجينوم». تشغل منصب أستاذ كرسي لي كا شينج في قسم الكيمياء وقسم البيولوجيا الجزيئية والخلوية في جامعة كاليفورنيا (بركلي). عملت بصفة باحثة في معهد هوارد هيوز الطبي منذ 1997.
كانت داودنا وإيمانويل شاربنتييه في 2012 أول من اقترح إمكانية استخدام كريسبر كاس 9 (إنزيمات من البكتيريا التي تتحكم في المناعة الميكروبية) لتعديل الجينومات على نحو مبرمج. وُصف ذلك بأنه أحد أهم الاكتشافات في تاريخ علم الأحياء. منذ ذلك الحين، أصبحت داودنا شخصية رائدة في ما يُسمى «ثورة كريسبر» بسبب عملها الأساسي في تطوير تعديل الجينوم بواسطة كريسبر.
تشمل الجوائز والزمالات التي حصلت عليها داودنا جائزة ألان تي واترمان عام 2000 لأبحاثها في بنية الرايبوزيم باستخدام علم البلورات بالأشعة السينية وجائزة الريادة في العلوم الحياتية عام 2015 لتقنية كريسبر كاس 9 لتعديل الجينوم لكريسبر التي شاركتها مع شاربنتييه. شاركت جائزة جروبر في علم الوراثة (2015) وجائزة تانغ (2016) وجائزة مؤسسة غيردنر الدولية (2016) وجائزة اليابان (2017). اختيرت في قائمة تايم 100 لأكثر الشخصيات نفوذًا في 2015، وأُدخلت في 2023 في القاعة الوطنية للمخترعين المشاهير. حصلت جينيفر داودنا في 2020 على جائزة نوبل في الكيمياء مع إيمانويل شاربنتييه لتطوير تقنية كريسبر كاس 9 لتعديل الجينوم، التي أحدثت ثورة في علم الأحياء الجزيئي وأتاحت إمكانيات كبيرة لعلاج الأمراض الوراثية.

## بداية حياتها وتعليمها
وُلدت جينيفر داودنا في 19 فبراير 1964 في واشنطن العاصمة، والداها دوروثي جين (ويليامز) ومارتن كيرك داودنا. حصل والدها على درجة الدكتوراه في الأدب الإنجليزي من جامعة ميشيغان وكانت والدتها تحمل درجة الماجستير في التربية. عندما كان عمر داودنا سبع سنوات، انتقلت العائلة إلى هاواي حتى يقبل والدها منصب تدريس في الأدب الأمريكي في جامعة هاواي في هيلو. حصلت والدة داودنا على درجة الماجستير الثانية في التاريخ الآسيوي من الجامعة ودرست التاريخ في كلية المجتمع المحلية.
نشأت داودنا في هيلو في هاواي، وفُتنت بالجمال البيئي للجزيرة ونباتاتها وحيواناتها. بنت الطبيعة إحساسها بالفضول ورغبتها في فهم الآليات البيولوجية الأساسية للحياة. اقترن ذلك بأجواء السعي الفكري الذي شجعه والداها في المنزل. استمتع والدها بالقراءة عن العلوم واقتنى الكثير من الكتب عن العلوم الشعبية. عندما كانت داودنا في الصف السادس، أعطاها نسخة من كتاب جيمس واتسون لعام 1968 عن اكتشاف بنية الحمض النووي الريبوزي منقوص الأكسجين، ذا دبل هيليكس، الذي كان مصدر إلهام رئيسي لها. طورت داودنا أيضًا اهتمامها بالعلوم والرياضيات في المدرسة. على الرغم مما قيل لداودنا «النساء لا يدخلن إلى العلوم»، أصرّت على أن تصبح عالمة. قالت داودنا، «عندما يخبرني أحدهم أنني غير قادرة على فعل شيء ما وأنا أعلم أنني أستطيع فعله، فهذا يجعلني أكثر تصميمًا على القيام به».
نمى اهتمام داودنا بالعلوم بعد التحاقها بمدرسة هيلو الثانوية بفضل رعاية معلمتها في الكيمياء في الصف العاشر، جانيت وونغ، التي استشهدت بها مرارًا على أنها كانت ذات تأثير كبير في إثارة فضولها العلمي الناشئ. شجعت محاضرة زائرة في الخلايا السرطانية سعيها وراء العلم بصفته خيارًا مهنيًا. أمضت الصيف وهي تعمل في جامعة هاواي في هيلو في مختبر لعالم الفطريات الشهير دون هيمز وتخرجت من مدرسة هيلو الثانوية في 1981.
كانت داودنا طالبة جامعية في كلية بومونا في كلاريمونت في كاليفورنيا، حيث درست الكيمياء الحيوية. شككت خلال دراستها مادة في الكيمياء العامة في سنتها الأولى في قدرتها على العمل في العلوم، وفكرت في تحويل تخصصها لتصبح طالبة سنة ثانية في اللغة الفرنسية. ومع ذلك، اقترح عليها معلمها باللغة الفرنسية التمسك بالعلم. كان لأساتذتها في الكيمياء فريد جريمان وكوروين هانش في بومونا تأثيرًا كبيرًا عليها. بدأت أول بحث علمي لها في مختبر البروفيسور شارون باناسينكو. حصلت على درجة البكالوريوس في الآداب في الكيمياء الحيوية في 1985. اختارت كلية هارفارد للطب لدراسة الدكتوراه وحصلت على درجة الدكتوراه في الكيمياء البيولوجية وعلم الأدوية الجزيئية في 1989. تحدثت أطروحتها في الدكتوراه عن نظام زاد من كفاءة الحمض النووي الريبوزي التحفيزي ذاتي النسخ وأشرف عليها جاك دبليو زوستاك.

## حياتها المهنية وأبحاثها العلمية
بعد حصولها على درجة الدكتوراه، حصلت على زمالات بحثية في البيولوجيا الجزيئية في مستشفى ماساتشوستس العام وفي علم الوراثة في كلية هارفارد للطب. أصبحت باحثة ما بعد الدكتوراه في كرسي لوسيل بّي ماركي في العلوم الطبية الحيوية في جامعة كولورادو بولدر من 1991 إلى 1994، حيث عملت مع توماس تشيك. من 2022، بلغ مؤشر إتش لداودنا قيمة 141 وفقًا لجوجل سكولار و111 وفقًا لسكوبس.

### البحث في بنية الرايبوزيم ووظيفته
عملت داودنا في وقت مبكر من حياتها العلمية في الكشف عن بنية إنزيمات الحمض النووي الريبي، أو الرايبوزيم، ووظيفتها البيولوجية. في أثناء وجودها في مختبر زوستاك، أعادت داودنا هندسة الإنترون المحفز ذاتي الربط من المجموعة الأولى رباعية الغشاء إلى رايبوزيم محفز حقيقي ينسخ قوالب الحمض النووي الريبي. كان تركيزها في هندسة الرايبوزيمات وفهم آلياتها الأساسية. ومع ذلك، أدركت أن عدم القدرة على رؤية الآليات الجزيئية للرايبوزيمات مشكلة كبيرة. ذهبت داودنا إلى مختبر توماس تشيك في جامعة كولورادو بولدر لبلورة البنية ثلاثية الأبعاد للرايبوزيم لأول مرة وتحديدها، كي يصبح بالإمكان مقارنة بنية الرايبوزيم مع بنية الإنزيمات، البروتينات التحفيزية. بدأت هذا المشروع في مختبر تشيك في 1991 وأنهته في جامعة ييل في 1996. انضمت داودنا إلى قسم الفيزياء الحيوية الجزيئية والكيمياء الحيوية بجامعة ييل في 1994 بصفة أستاذة مساعدة.

### البنية القائمة على حيود الأشعة السينية للموقع النشط للرايبوزيم في جامعة ييل
في جامعة ييل، تمكنت مجموعة داودنا من بلورة وحل البنية ثلاثية الأبعاد للنواة التحفيزية لرايبوزيم المجموعة الأولى لرباعية الغشاء. أظهروا أن نواة من خمس أيونات مغنيسيوم متجمعة في منطقة واحدة من مجال P4-P6 من الرايبوزيم، تكون نواة كارهة للماء يمكن أن تنثني حولها بقية البنية. يشابه هذا الأمر الطريقة التي تحتوي بها البروتينات عادة على نواة من الأحماض الأمينية الكارهة للماء، ولكنه يختلف عنها كيميائيًا. بلورت مجموعتها رايبوزيمات أخرى، بما في ذلك رايبوزيم فيروس التهاب الكبد دلتا. أدى هذا العمل الأولي في حل بنى الحمض النووي الريبي الكبيرة إلى مزيد من الدراسات البنيوية على موقع دخول الرايبوسوم الداخلي ومجمعات البروتين والحمض النووي الريبي مثل جسيم التعرف على الإشارة.
ترقت داودنا إلى منصب أستاذ هنري فورد الثاني للفيزياء الحيوية الجزيئية والكيمياء الحيوية في جامعة ييل في 2000. كانت أستاذة روبرت بيرنز وودوارد الزائرة للكيمياء في جامعة هارفارد في 2000 و2001.